# Escuela Nacional Superior de Arte Dramático (Perú)
La Escuela Nacional Superior de Arte Dramático Guillermo Ugarte Chamorro (ENSAD) es una escuela de teatro peruana, encargada de la formación de profesionales a través de sus carreras (Actuación, Pedagogía y Escenografía).
Fue fundada en 1946 en Lima, Perú bajo el nombre de ENAE (Escuela Nacional de Arte Escénico).En el 2002, la Escuela participó en el IV Taller Internacional de Escuelas de Teatro en Rumanía y en el Festival Mundial de Escuelas de Teatro en Grecia, mereciendo el reconocimiento de la Cátedra ITI-Unesco por el alto nivel profesional de su participación. Recientemente participó en el Festival Internacional de Teatro Experimental en Egipto. Su nombre es el del investigador y promotor del teatro peruano Guillermo Ugarte Chamorro.

## Reseña histórica
El 20 de mayo de 1957, el Estado crea una comisión reorganizadora mediante Resolución Suprema n.º 201-57 ED. La gestión exitosa del Director hasta ese entonces, Guillermo Ugarte Chamorro, así como el buen momento que atravesaba el teatro peruano, con la ENAE a la cabeza, motivaron que esta medida tuviera como respuesta una huelga de hambre de sus alumnos y alumnas. Los profesores solicitaron la derogatoria de la Resolución mediante un memorial publicado en El Comercio el 30 de mayo. La "Comisión reorganizadora de la actividad teatral conexa con el Estado" conllevaría en 1958 a la conversión de la ENAE en el Instituto Nacional Superior de Arte Dramático (INSAD) del Teatro Nacional del Perú (el término "Superior" se añadiría años más tarde). Las nuevas carreras profesionales a partir de entonces fueron: Actuación, Producción, Dirección y Locución Radial. Mediante la Resolución Suprema n.º 520 del 31 de diciembre de 1957, se autorizó la firma de un convenio entre el Ministerio de Educación y el Concejo Provincial de Lima, para que el inmueble denominado La Cabaña (reconstruido en 1935), ubicado en el Parque de la Exposición, fuera el local del nuevo instituto. La adecuación de todos sus ambientes se realizaron con fondos del Ministerio de Educación y la recaudación que se obtenía de las funciones del teatro ambulante. La sección pedagógica de la INSAD se creó en 1966.
El 11 de enero de 1972, la INSAD es separada de la Dirección de Formación Artística del Ministerio de Educación, debido a que el recientemente creado Instituto Nacional de Cultura (INC) se haría cargo de cada Escuela de Formación Artística (ESFA), incluyendo la hermana Escuela Nacional Superior Autónoma de Bellas Artes (ENSABAP). Es así como la INSAD pasa a denominarse Escuela Nacional Superior de Arte Dramático - ENSAD (el término "Superior" se añadiría más tarde). Una remodelación del Parque de la Exposición en 1999 ocasionó la salida de la ENSAD de su local de La Cabaña al subsótano del Museo de la Nación en el distrito limeño de San Borja, luego al Museo de la Quinta de Presa ubicado en el Rímac, para luego retornar a La Cabaña en el 2004. La Escuela volvió a formar parte del Ministerio de Educación en el 2006.
Desde el 2018, cuenta con su propio teatro en el antiguo Cine Roma, transformado al Teatro Roma - ENSAD.Por su inauguración, fue presentada una adaptación de la obra Un Enemigo del Pueblo de Henrik Ibsen.
El 26 de diciembre de 2020, se realizó el cambio de imagen institucional y re branding de la imagen de marca de la ENSAD, con el objetivo de posicionar la imagen de marca. Para desarrollar este proyecto, se realizó la construcción de la Oficina de imagen institucional y comunicaciones.

## Estudios
En la ENSAD se ofrecen las siguientes carreras profesionales:
- Formación Artística - Especialidad Teatro. Mención Actuación: Título Profesional otorgado a Nombre de la Nación: Artista con mención en la especialidad de Actuación. Duración: 10 ciclos (5 años).

- Educación Artística - Especialidad Arte Dramático: Título profesional otorgado a Nombre de la Nación. Licenciado en Educación Artística: Especialidad de Arte Dramático. Duración: 10 ciclos (5 años)

- Formación Artística - Especialidad Teatro. Mención: Diseño Escenográfico. Título Profesional otorgado a Nombre de la Nación: Artista con mención en la especialidad de Diseño Escenográfico. Duración: 10 ciclos (5 años).

Los estudiantes de la ENSAD siguen el plan de estudios donde las clases teóricas (Historia del Teatro, Historia del Traje y del Mueble, Psicología, etc), y prácticas (Actuación, Dicción, Expresión Corporal, prácticas pre profesionales de actuación y educación, entre otros), se complementan con talleres propuestos por los propios estudiantes: Títeres, Máscaras, Folclore, Danza, etc.